# Alma Espino
Alma Filomena Espino González (Montevidéu, 4 de outubro de 1952) é uma economista, docente e pesquisadora feminista uruguaia. É a presidente do Centro Interdisciplinario de Estudios sobre el Desarollo en Uruguay (CIEDUR), onde também coordena a área de Desenvolvimento e Gênero

## Trajetória
González obteve seu título de licenciatura em economia pela Faculdade de Economia da Universidade Nacional Autônoma do México (UNAM) em 1984. Entre 2007 e 2009, foi diretora do Instituto de Economia da Faculdade de Ciências Econômicas e Administração da Universidade da República. Desde 2011, além de ser pesquisadora Grau 4 , é docente responsável da matéria Economia e Gênero no curso de licenciatura em economia da mesma instituição. 
Desde 2008, é membro do Sistema Nacional de Pesquisadores de Uruguai. Desde 2013 é presidente e integrante da Comissão Diretiva do CIEDUR e coordenadora da área Desenvolvimento e Gênero.
Desde 2003, é professora no Programa Regional de Formación en Género y Políticas Públicas (PRIGEPP-FLACSO) e, desde 2006, pertence ao Grupo de Género y Macroeconomía de América Latina (GEM-LAC). Espino tem trabalhado como consultora de órgãos governamentais e ministérios no Uruguai e região, bem como de organizações internacionais, tais como Banco Mundial, Instituto de Pesquisa das Nações Unidas para o Desenvolvimento Social (UNRISD), Banco Interamericano de Desenvolvimento (BID), Comissão Econômica para a Amética Latina (CEPAL), Programa das Nações Unidas para o Desenvolvimento (PNUD), Organização Internacional do Trabalho (OIT) e outros. Atualmente, integra o Grupo Assessor da Sociedade Civil para América Latina e Caribe da ONU Mulheres.

## Publicações notáveis
Em suas linhas de pesquisa, Espino relaciona gênero, trabalho, economia do cuidado, emprego e renda. Algumas de suas publicações notáveis sãoː
- Geschlechterpolitiken in der Arbeitswelt: Ein Überblick über  die Reformen der (Mitte-)Links-Regierungen. In: Arbeit und Geschlecht im Wandel. Impulsione aus Lateinamerika. Johanna Neuhauser, Johanna Sittel, Nico Weinmann (Hg.), 2019[8]
- Gender dimensions of the global economic and financial crisis in Central America and the Dominican Republic?, 2013[9]
- La segregación horizontal de género de los mercados laborales de ocho países de América Latina y el Caribe: implicancias para las desigualdades entre hombres y mujeres. CIEDUR, 2019[10]
- Trabajo que no se mira ni se cuenta. Aportes para una nueva relación entre el género y la Economía. PNUD, 2009[11]
- Informalidad y desprotección social en el Uruguay (com Verónica Amarante), 2009[12]

## Links externos
- Currículo de Alma Espino no Sistema Nacional de Pesquisadores de ANII.